# Omika témák listája
A rendszerbiológusok számos olyan kifejezést alkottak, melyek biológiai adatokat, leginkább egy szervezet valamilyen fajta biomolekuláit leíró teljes adathalmaz megnevezését adják; ezek a „genom” és a „genomika” példáját folytatva leginkább „-om”, illetve „-omika” végződésűek. A kifejezések egy része hierarchikus rendszert alkot. Például a genom tartalmazza az ORFeomot, ami átalakul transzkriptommá, ez pedig proteommá íródik át. Más kifejezések átfedik egymást, és a fehérjék funkcióira és/vagy struktúrájára utalnak (pl. glikom, kinom).

## Témák listája
| -om             | Tudományág (-omika)            | Ezeket gyűjti össze | Szülőfogalom                                           | Jegyzetek |
| --------------- | ------------------------------ | --- | ------------------------------------------------------ | --- |
| Allergenom      | Allergenomika                  | Allergének proteomikája |                                                        | |
| Bibliom         | Bibliomika                     | Tudományos bibliográfiai adatok |                                                        | |
| Trialom         | Orvostudomány                  | Klinikai kutatások adatai a klinikai kutatás-regiszterekből, kiegészítve az eredményekkel és hivatkozásokkal az adatokat felhasználó publikációkra |                                                        | |
| Citom           | Citomika                       | Szervezetek sejtszintű rendszerei | Sejtbiológia                                           | |
| Konnektom       | Konnektomika                   | Az agy strukturális-funkcionális kapcsolódásai különböző térbeli és időbeli skálákon | Idegtudomány                                           | |
| Editom          |                                | RNS-szerkesztési helyek |                                                        | |
| Embriom         | Embriomika                     | Embrionális sejtvonalak, a fejlődés során kifejeződő gének és jelen lévő antigének | Embriológia                                            | |
| Epigenom        | Epigenomika                    | Epigenetikai módosulások | Molekuláris genetika                                   | Az epigenomika a sejtek örökítőanyaga epigenetikai változtatásainak összességét, összefoglalóan az epigenomot tanulmányozza |
| Expozom (2005)  | Expozomika                     | Egy személy környezeti hatásoknak való kitettsége, ideértve a születés előtti környezetet is | Molekuláris genetika                                   | Javasolt kifejezés és tudományterület a környezeti tényezők patogén hatásainak vizsgálatára (a nature vs. nurture „nurture” komponense). |
| Expozom (2009)  |                                | A foglalkozási kitettségek és foglalkozási ártalmak összessége | Munkahelyi biztonság és egészségvédelem                | A kifejezés ajánlói tudatában voltak az előbb említett expozom szónak, de ennek ellenére javasolták annak új területen való használatát. |
| Exom            | Exomika                        | A genomban található exonok | Molekuláris genetika                                   | |
| Farmakogenetika | Farmakogenetika                | SNP-k, azok farmakokinetikai és farmakodinamikai hatásaival együtt | Farmakogenomika Genomika                               | |
| Farmakogenom    | Farmakogenomika                | A genom változásainak farmakológiai hatásai | Farmakogenetika Genomika                               | |
| Fenom           | Fenomika                       | Fenotípusok | Genetika                                               | |
| Fiziom          | Fiziomika                      | Egy szervezet fiziológiája |                                                        | |
| Fitokemom       | Fitokemomika                   | Fitokemikáliák |                                                        | A kifejezés első használata: del Castillo et al., 2013, Food Research International, http://dx.doi.org/10.1016/j.foodres.2013.05.014. A fitokemomika a fitokemikáliák bioaktivitását vizsgálja, ami egyre fontosabb a mezőgazdaság, élelmezés, orvostudomány és kozmetika területén                                                                        |
| Foodom          | Foodomika                      | Élelmiszerrel és táplálkozással kapcsolatos dolgok, azok összefüggései bioaktivitással, minőséggel, biztonsággal és az élelmiszerek nyomon követhetőségével, a fejlett rendszerbiológiai technológiák felhasználásával, a fogyasztó jólétének, egészségének és bizalmának növelése érdekében. | Táplálkozástudomány                                    | A fogalmat először 2009-ben használták |
| Genom           | Genomika (Klasszikus genetika) | Gének (DNS-szekvenciák/Kromoszómák) | Genetika                                               | A „genom” szó szerint egy élőlény összes génjét jelenti. Azonban a genom kifejezés megalkotásakor még nem tudták, hogy az örökítő anyag nagy részét géneket nem alkotó, nem kódoló DNS adja, ezért a genom eredetileg az élőlény teljes DNS-állományára utalt. A jelenlegi szakirodalomban szövegkörnyezettől függően mindkét definícióval találkozhatunk. |
| Glikom          | Glikomika                      | Glikánok | Glikobiológia                                          | |
| Interferom      | Interferomika                  | Interferonok | Immunológia                                            | Interferome névvel szintén létezik egy adatbázis is. |
| Interaktom      | Interaktomika                  | Az összes interakció |                                                        | Az interaktomika kifejezés valójában nem terjedt el. Ehelyett az interaktomokkal a rendszerbiológia foglalkozik. |
| Ionom           | Ionomika                       | Szervetlen biomolekulák | Molekuláris biológia                                   | |
| Kinom           | Kinomika                       | Kinázok | Molekuláris biológia                                   | Foszforiláló funkciójú fehérjék |
| Lipidom         | Lipidomika                     | Lipidek | Biokémia                                               | |
| Mechanom        | Mechanomika                    | A szervezeten belüli mechanikai rendszerek |                                                        | |
| Metabolom       | Metabolomika                   | Metabolit |                                                        | A biológiai reakciók köztes és végtermékei |
| Metagenom       | Metagenomika                   | A környezeti mintákban talált örökítőanyag | Molekuláris biológia                                   | A mintában lévő genetikai anyag feltételezhetően több szervezetből származik, így több genom alkotja, ezért használják a meta- prefixumot. |
| Metallom        | Metallomika                    | Fémek és félfémek |                                                        | |
| Obesidom        | Obesidomika                    | Elhízáshoz köthető fehérjék | Proteomika                                             | A kifejezés megalkotói Pardo et al., 2012. |
| ORFeom          | ORFeomika                      | nyitott leolvasási keretek (ORF-ek) | Molekuláris genetika                                   | |
| Organom         | Organomika                     | Szervek közötti interakciók | Sejtek jelzőrendszerei / szövettervezés és -előállítás | A szervek közötti kommunikáció tanulmányozása fiziológiailag releváns, in vitro modellek segítségével |
| Proteom         | Proteomika                     | Fehérjék | Molekuláris biológia                                   | |
| Regulom         | Regulomika                     | Átírási faktorok és más, a génkifejezõdés szabályozásában érintett molekulák | Molekuláris biológia                                   | |
| Researchsome    |                                | Egy kutató vagy intézet kutatási területeinek összessége | Kutatás                                                | Ivan Erill használta a 2011-es EBM meetingen |
| Szekretom       | Szekretomika                   | Szekretált (kiválasztódó) fehérjék | Proteomika                                             | A proteomnak a sejtekből aktívan kivitelre kerülő fehérjékből álló részhalmaza. |
| Speechom        | Speecheomika                   | A nyelvelsajátításra ható tényezők |                                                        | A Human Speechome Project által használt kifejezés |
| Transzkriptom   | Transzkriptomika               | mRNS-átiratok | Molekuláris biológia                                   | |
| Toponom         | Toponomika                     | Sejti és szöveti struktúrák | Molekuláris biológia                                   | |

## Témák hierarchiája
Az érthetőség kedvéért egyes témák többször is szerepelnek a listában.
- Bibliom
- Citom
- Expozom
- Genom
  - Exom
    - ORFeom
      - Transzkriptom
        - Proteom
          - Kinom
          - Szekretom

  - Farmakogenom
  - Fenom
  - Regulom
- Interaktom
- Metagenom
- Molekulom
  - Glikom
  - Ionom
  - Lipidom
  - Metabolom
  - Metallom
  - Proteom
- Fiziom
  - Konnektom
  - Mechanom
- Membranom
- Researchsome
- Trialom [13]
- Antibodyom[14]